# Linia kolejowa Kostelec u Jihlavy – Slavonice
Linia kolejowa Kostelec u Jihlavy – Slavonice (Linia kolejowa nr 227 (Czechy)) – jednotorowa, regionalna i niezelektryfikowana linia kolejowa w Czechach. Łączy Kostelec u Jihlavy i Slavonice. Przebiega przez terytorium kraju Wysoczyna i kraju południowoczeskiego.